# Amoursana
Amoursana (mongol : ᠠᠮᠤᠷᠰᠠᠨᠠᠭ᠎ᠠ, VPMC : Amursanaɣs, cyrillique : Амарсанаа, MNS : Amarsanaa ; chinois : 阿睦尔撒纳 ; pinyin : ā'mù'ěrsānà ; russe : Амyрсана, né en 1723 dans le khanat dzoungar et décédé 21 septembre 1757 à Tobolsk) est un taishi (太师 / 太師, tàishī) des Oïrats-Khoid, qui occupa la Dzoungarie et l'Altishahr, jusqu'à ce que ces habitants soient défaits par les Mandchous de la Dynastie Qing, en 1755, sous le règne de l'Empereur Qianlong. Amoursana est défait par le Mongol khalkha Chingünjav.

## Biographie
Il est le fils de Boitalak, fille de Tsewang Rabtan, né après le mariage de celle-ci avec un prince taisha des Khoid.